# Mohammed Islam
Mohammed Islam é um professor americano de Engenharia e Ciência da Computação da University of Michigan e um membro eleito do IEEE e da Optical Society.